# Liutgard van Saksen (845-885)
Liutgard van Saksen (circa 845 - 17 november 885) was van 876 tot 882 koningin-gemalin van het Oost-Frankische Rijk. Ze behoorde tot het huis der Liudolfingen.

## Levensloop
Liutgard was een dochter van hertog Liudolf van Saksen uit diens huwelijk met Oda van Billung. Op 29 november 874 huwde ze met Lodewijk de Jonge (830/835-882), zoon van de Oost-Frankische koning Lodewijk de Duitser. Deze werd na de dood van zijn vader in 876 zelf koning van het Oost-Frankische Rijk en Lotharingen.
Ze werd beschouwd als een vrouw met een sterke wil en politieke ambitie en was een belangrijke steun en toeverlaat voor haar echtgenoot. Ze was de drijvende kracht achter Lodewijks strijd met de West-Frankische koning Karel de Kale over het bezit van Lotharingen, wat in 876 culmineerde in de Slag bij Andernach en in 880 eindigde met het Verdrag van Ribemont, waarin Lotharingen aan haar echtgenoot werd toegewezen. 
In 882 overleed Lodewijk de Jonge. Hetzelfde jaar nog hertrouwde ze met hertog Burchard I van Zwaben (circa 855/860-911). In november 885 overleed Liutgard, waarna ze werd bijgezet in Aschaffenburg.

## Nakomelingen
Liutgard en haar eerste echtgenoot Lodewijk de Jonge hadden twee kinderen: Lodewijk (877-879), die waarschijnlijk stierf na een val uit een raam van het keizerlijk paleis in Frankfurt, en Hildegard (879 - na 899), die zuster werd in de abdij van Frauenchiemsee.
Uit haar tweede huwelijk met Burchard I van Zwaben werden op zijn minst drie kinderen geboren:
- Burchard II (883/884-926), hertog van Zwaben
- Udalrik (884/885-885)
- Theoberga, huwde met graaf Hupald van Dillingen